# Kình địch bóng đá Hồng Lĩnh Hà Tĩnh – Sông Lam Nghệ An
Kình địch bóng đá Hồng Lĩnh Hà Tĩnh – Sông Lam Nghệ An (còn được gọi là Derby Nghệ Tĩnh hay Derby xứ Nghệ) là sự kình địch trong thể thao giữa hai câu lạc bộ bóng đá Hồng Lĩnh Hà Tĩnh và Sông Lam Nghệ An. Đây được xem là một trong những cặp đấu đáng chú ý nhất tại Giải bóng đá Vô địch Quốc gia Việt Nam, một phần nhiều là do mối quan hệ thân thiết và gần gũi giữa hai tỉnh Nghệ An và Hà Tĩnh với nhau, và thường được ví von là cuộc đối đầu giữa những người anh em ở đôi bờ dòng Lam.
Trước đây, khi đội bóng Hồng Lĩnh Hà Tĩnh chưa được thành lập, hầu như toàn bộ người dân của hai tỉnh đều cổ vũ cho Sông Lam Nghệ An bởi đây là đội bóng duy nhất đại diện cho xứ Nghệ thi đấu trong hệ thống bóng đá quốc gia, cũng như do người dân hai tỉnh xưa nay vẫn xem nhau như "người một nhà". Kể từ sau khi Hồng Lĩnh Hà Tĩnh xuất hiện và trở thành đại diện chính thức của bóng đá Hà Tĩnh vào năm 2019, một bộ phận những người hâm mộ quê Hà Tĩnh từng là cổ động viên của Sông Lam Nghệ An đã chuyển sang ủng hộ đội bóng quê nhà. Dù hiện nay đã là hai địa phương hoàn toàn riêng biệt nhưng các cuộc chạm trán giữa hai câu lạc bộ vẫn được xem là biểu tượng cho sự gắn bó sâu sắc về tình cảm, địa lý và văn hóa giữa hai địa phương nói chung cũng như giữa những người dân ở hai đầu cầu Bến Thủy nói riêng; là hình ảnh tượng trưng rõ nét cho niềm đam mê bóng đá mãnh liệt của người dân xứ Nghệ, cùng với tình yêu dành cho quê hương và tinh thần sông Lam – núi Hồng được thể hiện một cách đầy mạnh mẽ.

## Thông tin về hai đội

### Hồng Lĩnh Hà Tĩnh
- Tên đầy đủ: Câu lạc bộ bóng đá Hồng Lĩnh Hà Tĩnh
- Tên viết tắt: HLHT
- Thành lập: 12 tháng 1 năm 2019; 6 năm trước (với tên Câu lạc bộ bóng đá Hồng Lĩnh Hà Tĩnh)
- Sân vận động: Hà Tĩnh
- Sức chứa: 15.000
- Màu truyền thống:  Đỏ

### Sông Lam Nghệ An
- Tên đầy đủ: Câu lạc bộ bóng đá Sông Lam Nghệ An
- Tên viết tắt: SLNA
- Thành lập: 28 tháng 2 năm 1979; 46 năm trước (với tên Đội bóng đá Sông Lam Nghệ Tĩnh)
- Sân vận động: Vinh
- Sức chứa: 18.000
- Màu truyền thống:  Vàng

## Đối đầu cấp độ đội một
Trước thời điểm Hồng Lĩnh Hà Tĩnh giành quyền thăng hạng V.League 1 ở mùa giải 2020, Sông Lam Nghệ An và Hồng Lĩnh Hà Tĩnh chỉ gặp nhau trong các trận đấu giao hữu; bản thân hai đội cũng thường xuyên lựa chọn làm đối thủ giao hữu của nhau trong khoảng thời gian chuẩn bị trước mùa giải và quãng nghỉ giữa mùa. Trận đấu trong khuôn khổ vòng 9 V.League 1 trên sân vận động Vinh vào ngày 12 tháng 7 năm 2020 là cuộc đối đầu chính thức đầu tiên giữa hai đội.
Nếu chỉ tính riêng các trận giao hữu, Sông Lam Nghệ An chiếm ưu thế với 8 chiến thắng, trong khi con số bên phía Hồng Lĩnh Hà Tĩnh chỉ là 4, còn lại là 8 trận hòa. Tuy nhiên, tại các giải đấu chính thức, thành tích thi đấu của hai đội tương đối ngang ngửa nhau với 2 chiến thắng cho Sông Lam Nghệ An, 1 chiến thắng cho Hồng Lĩnh Hà Tĩnh, 6 trận còn lại có kết quả hòa. Hai đội chưa gặp nhau lần nào tại Cúp Quốc gia.
Lưu ý: Phần in đậm thể hiện đội chiến thắng
| #  | Ngày                 | Nhà               | Tỷ số | Khách              | Giải đấu                          |
| -- | -------------------- | ----------------- | ----- | ------------------ | --------------------------------- |
| 1  | 16 tháng 1 năm 2019  | Sông Lam Nghệ An  | 0–0   | Hồng Lĩnh Hà Tĩnh  | Giao hữu                          |
| 2  | tháng 3 năm 2019     | Sông Lam Nghệ An  | 1–1   | Hồng Lĩnh Hà Tĩnh  | Giao hữu                          |
| 3  | 23 tháng 3 năm 2019  | Sông Lam Nghệ An1 | 3–2   | Hồng Lĩnh Hà Tĩnh  | Giao hữu                          |
| 4  | 27 tháng 3 năm 2019  | Sông Lam Nghệ An2 | 3–2   | Hồng Lĩnh Hà Tĩnh  | Giao hữu                          |
| 5  | 1 tháng 7 năm 2019   | Hồng Lĩnh Hà Tĩnh | 2–2   | Sông Lam Nghệ An   | Giao hữu                          |
| 6  | 4 tháng 1 năm 2020   | Sông Lam Nghệ An  | 2–4   | Hồng Lĩnh Hà Tĩnh1 | Giao hữu                          |
| 7  | 2 tháng 2 năm 2020   | Sông Lam Nghệ An3 | 4–0   | Hồng Lĩnh Hà Tĩnh  | Giao hữu                          |
| 8  | 21 tháng 3 năm 2020  | Sông Lam Nghệ An  | 1–2   | Hồng Lĩnh Hà Tĩnh2 | Giao hữu                          |
| 9  | 16 tháng 5 năm 2020  | Hồng Lĩnh Hà Tĩnh | 2–3   | Sông Lam Nghệ An4  | Giao hữu                          |
| 10 | 20 tháng 5 năm 2020  | Hồng Lĩnh Hà Tĩnh | 0–1   | Sông Lam Nghệ An5  | Giao hữu                          |
| 11 | 12 tháng 7 năm 2020  | Sông Lam Nghệ An  | 1–1   | Hồng Lĩnh Hà Tĩnh  | Vô địch Quốc gia 2020             |
| 12 | 5 tháng 9 năm 2020   | Sông Lam Nghệ An  | 1–1   | Hồng Lĩnh Hà Tĩnh  | Giao hữu                          |
| 13 | 23 tháng 12 năm 2020 | Sông Lam Nghệ An6 | 1–0   | Hồng Lĩnh Hà Tĩnh  | Giao hữu                          |
| 14 | 27 tháng 2 năm 2021  | Sông Lam Nghệ An  | 3–3   | Hồng Lĩnh Hà Tĩnh  | Giao hữu                          |
| 15 | 6 tháng 3 năm 2021   | Sông Lam Nghệ An  | 1–2   | Hồng Lĩnh Hà Tĩnh3 | Giao hữu                          |
| 16 | 17 tháng 4 năm 2021  | Sông Lam Nghệ An  | 0–2   | Hồng Lĩnh Hà Tĩnh4 | Vô địch Quốc gia 2021             |
| 17 | 17 tháng 6 năm 2022  | Sông Lam Nghệ An  | 0–0   | Hồng Lĩnh Hà Tĩnh  | Cúp Tân Long 2022                 |
| 18 | 15 tháng 7 năm 2022  | Sông Lam Nghệ An7 | 1–0   | Hồng Lĩnh Hà Tĩnh  | Vô địch Quốc gia 2022             |
| 19 | 9 tháng 10 năm 2022  | Hồng Lĩnh Hà Tĩnh | 1–1   | Sông Lam Nghệ An   | Vô địch Quốc gia 2022             |
| 20 | 18 tháng 1 năm 2023  | Sông Lam Nghệ An  | 1–1   | Hồng Lĩnh Hà Tĩnh  | Giao hữu                          |
| 21 | 29 tháng 1 năm 2023  | Sông Lam Nghệ An  | 0–1   | Hồng Lĩnh Hà Tĩnh5 | Giao hữu                          |
| 22 | 20 tháng 5 năm 2023  | Sông Lam Nghệ An  | 2–2   | Hồng Lĩnh Hà Tĩnh  | Vô địch Quốc gia 2023             |
|    | 7 tháng 10 năm 2023  | Hồng Lĩnh Hà Tĩnh | ?–?   | Sông Lam Nghệ An   | Giải bóng đá Viettel mở rộng 2023 |
| 23 | 28 tháng 10 năm 2023 | Hồng Lĩnh Hà Tĩnh | 1–1   | Sông Lam Nghệ An   | Vô địch Quốc gia 2023–24          |
| 24 | 24 tháng 1 năm 2024  | Sông Lam Nghệ An8 | 3–0   | Hồng Lĩnh Hà Tĩnh  | Giao hữu                          |
| 25 | 27 tháng 1 năm 2024  | Hồng Lĩnh Hà Tĩnh | 1–2   | Sông Lam Nghệ An9  | Giao hữu                          |
| 26 | 25 tháng 6 năm 2024  | Sông Lam Nghệ An  | 1–1   | Hồng Lĩnh Hà Tĩnh  | Vô địch Quốc gia 2023–24          |
| 27 | 7 tháng 9 năm 2024   | Hồng Lĩnh Hà Tĩnh | 1–1   | Sông Lam Nghệ An   | Giao hữu                          |
| 28 | 29 tháng 9 năm 2024  | Sông Lam Nghệ An  | 1–1   | Hồng Lĩnh Hà Tĩnh  | Vô địch Quốc gia 2024–25          |
| 29 | 17 tháng 5 năm 2025  | Hồng Lĩnh Hà Tĩnh | 0–1   | Sông Lam Nghệ An10 | Vô địch Quốc gia 2024–25          |

## Số liệu thống kê

### Danh hiệu
| Hồng Lĩnh Hà Tĩnh | Giải đấu          | Sông Lam Nghệ An |
| Đội một           | Đội một           | Đội một          |
| ----------------- | ----------------- | ---------------- |
| 0                 | Vô địch Quốc gia  | 3                |
| 0                 | Cúp Quốc gia      | 3                |
| 0                 | Siêu cúp Quốc gia | 4                |
| Đội trẻ           |                   |                  |
| 0                 | U-21 Quốc gia     | 5                |
| 1                 | U-19 Quốc gia     | 5                |
| 0                 | U-17 Quốc gia     | 8                |
| 1                 | U-15 Quốc gia     | 5                |
| 0                 | U-13 Quốc gia     | 12               |
| 0                 | U-11 Quốc gia     | 7                |
| 0                 | U-9 Quốc gia      | 2                |